# Liste der in Krönungen des britischen Monarchen involvierten Personen
Dies ist eine Übersicht der Personen, die in Krönungen des britischen Monarchen involviert waren:

## Kleriker

### Ausführender Geistlicher
- 1714: Thomas Tenison, Erzbischof von Canterbury
- 1727: William Wake, Erzbischof von Canterbury
- 1761: Thomas Secker, Erzbischof von Canterbury
- 1821: Charles Manners-Sutton, Erzbischof von Canterbury
- 1831: William Howley, Erzbischof von Canterbury
- 1838: William Howley, Erzbischof von Canterbury
- 1902: Frederick Temple, Erzbischof von Canterbury
- 1911: Randall Davidson, Erzbischof von Canterbury
- 1937: Cosmo Gordon Lang, Erzbischof von Canterbury
- 1953: Geoffrey Fisher, Erzbischof von Canterbury
- 2023: Justin Welby, Erzbischof von Canterbury

### Dekan von Westminster
- 1714: Francis Atterbury, Bischof von Rochester
- 1727: Samuel Bradford, Bischof von Rochester
- 1761: Zachary Pearce, Bischof von Rochester
- 1821: John Ireland
- 1831: John Ireland
- 1838: Ireland war zu krank um teilzunehmen, an seiner Stelle agierte sein Unterdekan
- 1902: Armitage Robinson
- 1911: Herbert Edward Ryle
- 1937: William Foxley Norris
- 1953: Alan Campbell Don
- 2023: David Hoyle

## Standartenträger

### Australien
- 1911: Henry Northcote, 1. Baron Northcote
- 1937: Stanley Bruce
- 1953: Sir Thomas White
- 2023: Sam Kerr[1]

### Kanada
- 1911: John Hamilton-Gordon, 1. Marquess of Aberdeen and Temair
- 1937: Vincent Massey
- 1953: Norman Robertson
- 2023: Jeremy Hansen[2]

### Ceylon
- 1953: Sir Edwin Wijeyeratne

### England
- 1821: Rowland Hill, 1. Viscount Hill
- 1902: Frank Dymoke
- 1911: Frank Dymoke
- 1937: Edward Stanley, 17. Earl of Derby
- 1953: Edward Stanley, 18. Earl of Derby
- 2023: Hugh Grosvenor, 7. Duke of Westminster

### Hannover
- 1821: John Bourke, 4. Earl of Mayo

### Indien
- 1911: George Curzon, 1. Marquess Curzon of Kedleston
- 1937: Sir Firozkhan Noon

### Irland
- 1821: William Beresford, 1. Viscount Beresford
- 1902: Charles Owen O'Conor, O'Conor Don
- 1937: Bernard Forbes, 8. Earl of Granard
- 1953: William Sidney, 1. Viscount De L'Isle
- 2023: Nicholas Alexander, 7th Earl of Caledon

### Neuseeland
- 1911: William Plunket, 5. Baron Plunket
- 1937: W. J. Jordan
- 1953: Frederick Doidge
- 2023: Sgt. Hayden Smith

### Pakistan
- 1953: Mirza Abol Hassan Ispahani

### Royale Standarte
- 1821: Charles Stanhope, 3. Earl of Harrington
- 1911: Henry Petty-FitzMaurice, 5. Marquess of Lansdowne
- 1937: George Cholmondeley, 5. Marquess of Cholmondeley
- 1953: Bernard Montgomery, 1. Viscount Montgomery of Alamein
- 2023: Francis Dymoke[3]

### Saudi-Arabien
- 1937: Prinz Saud ibn Abd al-Aziz
- 1937: Prinz Muhammad bin Abdulaziz Al Saud

### Schottland
- 1821: James Maitland, 8. Earl of Lauderdale
- 1902: Henry Scrymgeour-Wedderburn, de jure 10. Earl of Dundee
- 1937: Henry Scrymgeour-Wedderburn, de jure 11. Earl of Dundee
- 1953: Henry Scrymgeour-Wedderburn, de facto 11. Earl of Dundee
- 2023: Alexander Scrymgeour, 12. Earl of Dundee

### Südafrika
- 1911: William Palmer, 2. Earl of Selborne
- 1937: C. T. te Water
- 1953: Albertus Geyer

### Unions-Standarte
- 1821: George Cholmondeley, 1. Marquess of Cholmondeley
- 1902: Arthur Wellesley, 4. Duke of Wellington
- 1911: Arthur Wellesley, 4. Duke of Wellington
- 1937: Frank Dymoke
- 1953: Capt. John Dymoke
- 2023: Cadet Warrant Officer Elliott Tyson-Lee

### Wales
- 1911: Llewelyn Lloyd-Mostyn, 3. Baron Mostyn
- 1937: Ivor Windsor-Clive, 2. Earl of Plymouth
- 1953: William Ormsby-Gore, 4. Baron Harlech
- 2023: Charles Paget, 8th Marquess of Anglesey

## Krönungsinsignien

### Insignien des Souveräns

#### Träger der St.-Edwards-Krone (als Lord High Steward of Great Britain)
- 1685: James Butler, 1. Duke of Ormonde[4]
- 1702: William Cavendish, 1. Duke of Devonshire
- 1714: Charles FitzRoy, 2. Duke of Grafton
- 1727: Lionel Sackville, 1. Duke of Dorset
- 1761: William Talbot, 1. Earl Talbot
- 1821: Henry Paget, 1. Marquess of Anglesey
- 1831: Alexander Hamilton, 10. Duke of Hamilton
- 1838: Alexander Hamilton, 10. Duke of Hamilton
- 1902: Charles Spencer-Churchill, 9. Duke of Marlborough
- 1911: Henry Percy, 7. Duke of Northumberland
- 1937: James Gascoyne-Cecil, 4. Marquess of Salisbury
- 1953: Andrew Cunningham, 1. Viscount Cunningham of Hyndhope
- 2023: General Sir Gordon Messenger, Governor of HM Tower of London

#### Träger des St.-Edwards-Stabs
- 1685: Robert Bruce, 1. Earl of Ailesbury[4]
- 1702: Charles Sackville, 6. Earl of Dorset
- 1714: James Cecil, 5. Earl of Salisbury
- 1727: Henry Grey, 1. Duke of Kent
- 1761: Evelyn Pierrepont, 2. Duke of Kingston-upon-Hull
- 1821: James Cecil, 1. Marquess of Salisbury
- 1831: George FitzRoy, 4. Duke of Grafton
- 1838: James Innes-Ker, 6. Duke of Roxburghe
- 1902: Robert Charles Wynn-Carington, 1. Marquess of Lincolnshire
- 1911: Henry Innes-Ker, 8. Duke of Roxburghe
- 1937: Edward Wood, 1. Earl of Halifax
- 1953: Gilbert Heathcote-Drummond-Willoughby, 3. Earl of Ancaster
- 2023: Eliza Manningham-Buller, Baroness Manningham-Buller

#### Träger der Goldenen Sporen
- 1685: Henry Yelverton, 15. Baron Grey de Ruthyn[4]
- 1702: Henry Yelverton, 1. Viscount Longueville
- 1714: Talbot Yelverton, 2. Viscount Longueville
- 1727: William Montagu, 2. Duke of Manchester (für Talbot Yelverton, 1. Earl of Sussex, der als Earl Marshal eingesetzt war)[5]
- 1761: Henry Yelverton, 3. Earl of Sussex
- 1821: George Gough-Calthorpe, 3. Baron Calthorpe
- 1831: George Rawdon-Hastings, 2. Marquess of Hastings
- 1838: George Byron, 7. Baron Byron
- 1902: Rawdon Clifton, 23. Baron Grey de Ruthyn und Charles Rawdon-Hastings, 11. Earl of Loudoun (je eine Spore)
- 1911: Rawdon Clifton, 23. Baron Grey de Ruthyn und Charles Rawdon-Hastings, 11. Earl of Loudoun (je eine Spore)
- 1937: Richard Yarde-Buller, 4. Baron Churston und Albert Astley, 21. Baron Hastings (je eine Spore)
- 1953: Richard Yarde-Buller, 4. Baron Churston und Albert Astley, 21. Baron Hastings (je eine Spore)
- 2023: Delaval Astley, 23. Baron Hastings und Simon Abney-Hastings, 15. Earl of Loudoun (je eine Spore)

#### Träger des Zepters mit dem Kreuz
- 1685: Henry Mordaunt, 2. Earl of Peterborough[4]
- 1702: George Hastings, 8. Earl of Huntingdon
- 1714: Lionel Sackville, 7. Earl of Dorset
- 1727: John Montagu, 2. Duke of Montagu
- 1761: George Spencer, 4. Duke of Marlborough
- 1821: Richard Wellesley, 1. Marquess Wellesley
- 1831: William Beauclerk, 9. Duke of St Albans
- 1838: William Vane, 1. Duke of Cleveland
- 1902: John Campbell, 9. Duke of Argyll
- 1911: John Campbell, 9. Duke of Argyll
- 1937: Evelyn Seymour, 17. Duke of Somerset
- 1953:
- 2023: The Duke of Buccleuch and Queensberry: Richard Scott, 10. Duke of Buccleuch

#### Träger des Staatsschwerts (Great Sword of State)
- 1685: Aubrey de Vere, 20. Earl of Oxford[4]
- 1702: Aubrey de Vere, 20. Earl of Oxford
- 1714: James Stanley, 10. Earl of Derby
- 1727: Theophilus Hastings, 9. Earl of Huntingdon
- 1761: Francis Hastings, 10. Earl of Huntingdon
- 1821: Charles Sackville-Germain, 5. Duke of Dorset
- 1831: Charles Grey, 2. Earl Grey
- 1838: William Lamb, 2. Viscount Melbourne
- 1902: Charles Vane-Tempest-Stewart, 6. Marquess of Londonderry
- 1911: William Lygon, 7. Earl Beauchamp
- 1937: Lawrence Dundas, 2. Marquess of Zetland
- 1953: Robert Gascoyne-Cecil, 5. Marquess of Salisbury
- 2023: Lord President of the Council: Penny Mordaunt

#### Träger des Schwerts der geistlichen Gerechtigkeit (Sword of Justice to the Spirituality) (Zweites Schwert)
- 1685: William Stanley, 9. Earl of Derby[4]
- 1702: William Stanley, 9. Earl of Derby
- 1714: John Gordon, 16. Earl of Sutherland
- 1727: Henry Clinton, 7. Earl of Lincoln
- 1761: Henry Howard, 12. Earl of Suffolk
- 1821: Hugh Percy, 3. Duke of Northumberland
- 1831: Arthur Hill, 3. Marquess of Downshire
- 1838: George Sutherland-Leveson-Gower, 2. Duke of Sutherland
- 1902: Frederick Roberts, 1. Earl Roberts
- 1911: Frederick Roberts, 1. Earl Roberts
- 1937: George Milne, 1. Baron Milne
- 1953: Alexander Douglas-Home, 14. Earl of Home
- 2023: General the Lord Richards of Herstmonceux

#### Träger des Schwerts der weltlichen Gerechtigkeit (Sword of Justice to the Temporality) (Drittes Schwert)
- 1685: Thomas Herbert, 8. Earl of Pembroke[4]
- 1702: Thomas Herbert, 8. Earl of Pembroke
- 1714: Thomas Herbert, 8. Earl of Pembroke
- 1727: John Lindsay, 20. Earl of Crawford
- 1761: William Sutherland, 18. Earl of Sutherland
- 1821: George Stewart, 8. Earl of Galloway
- 1831: William Vane, 1. Marquess of Cleveland
- 1838: Robert Grosvenor, 1. Marquess of Westminster
- 1902: Garnet Wolseley, 1. Viscount Wolseley
- 1911: Herbert Kitchener, 1. Earl Kitchener
- 1937: Hugh Trenchard, 1. Viscount Trenchard[6]
- 1953: Walter Montagu Douglas Scott, 8. Duke of Buccleuch
- 2023: General the Lord Houghton of Richmond

#### Träger des Schwerts der Barmherzigkeit (Sword of Mercy) (Curtana)
- 1685: Charles Talbot, 1. Duke of Shrewsbury[4]
- 1702: Anthony Grey, 11. Earl of Kent
- 1714: Henry Clinton, 7. Earl of Lincoln
- 1727: Thomas Herbert, 8. Earl of Pembroke
- 1761: Henry Pelham-Clinton, 9. Earl of Lincoln
- 1821: Henry Pelham-Clinton, 4. Duke of Newcastle-under-Lyne
- 1831: James Gascoyne-Cecil, 2. Marquess of Salisbury
- 1838: William Cavendish, 6. Duke of Devonshire
- 1902: Augustus FitzRoy, 7. Duke of Grafton
- 1911: Henry Somerset, 9. Duke of Beaufort
- 1937: William Boyle, 12. Earl of Cork
- 1953: Hugh Percy, 10. Duke of Northumberland
- 2023: Air Chief Marshal the Lord Peach

#### Träger des Juwelen-Staatsschwerts (Jewelled Sword of Offering) und der Rubinringe
- 1831: Thomas Mash
- 1838: William Martens
- 1902: Sir Henry Gough
- 1911: Sir Hedworth Lambton
- 1937: Sir Lionel Halsey
- 1953: Alexander Hardinge, 2. Baron Hardinge of Penshurst
- 2023: Petty Officer Amy Taylor

#### Träger des „Zepters mit der Taube“
- 1685: Christopher Monck, 2. Duke of Albemarle[4]
- 1702: Charles Lennox, 1. Duke of Richmond
- 1714: John Campbell, 2. Duke of Argyll
- 1727: John Campbell, 2. Duke of Argyll
- 1761: Charles Lennox, 3. Duke of Richmond
- 1821: John Manners, 3. Duke of Rutland
- 1831: Charles Gordon-Lennox, 5. Duke of Richmond
- 1838: Charles Gordon-Lennox, 5. Duke of Richmond
- 1902: Charles Bingham, 4. Earl of Lucan
- 1911: Charles Gordon-Lennox, 7. Duke of Richmond
- 1937: Frederick Gordon-Lennox, 9. Duke of Richmond
- 1953: Frederick Gordon-Lennox, 9. Duke of Richmond
- 2023: Floella Benjamin, Baroness Benjamin

#### Träger des Reichsapfels (The King's Orb)
- 1685: Charles Seymour, 6. Duke of Somerset[4]
- 1702: Charles Seymour, 6. Duke of Somerset
- 1714: Charles Seymour, 6. Duke of Somerset
- 1727: Charles Seymour, 6. Duke of Somerset
- 1761: Edward Seymour, 9. Duke of Somerset
- 1821: William Cavendish, 6. Duke of Devonshire
- 1831: Edward St Maur, 11. Duke of Somerset
- 1838: Edward St Maur, 11. Duke of Somerset
- 1902: Algernon Seymour, 15. Duke of Somerset
- 1911: Algernon Seymour, 15. Duke of Somerset
- 1937: George Sutherland-Leveson-Gower, 5. Duke of Sutherland
- 1953: Harold Alexander, 1. Earl Alexander of Tunis
- 2023: Dame Elizabeth Anionwu

#### Träger des Rings des Souveräns
- 2023: Resident Governor of the Tower of London and Keeper of the Jewel House, Brigadier Andrew Jackson

### Insignien des Royal Consort

#### Träger der Krone des Royal Consort
- 1685: Henry Somerset, 1. Duke of Beaufort[4]
- 1714: Keiner (die Ehe Georgs I. mit Sophie Dorothea von Braunschweig-Lüneburg war zuvor geschieden worden)
- 1727: Charles Beauclerk, 2. Duke of St Albans
- 1761: Charles Powlett, 5. Duke of Bolton
- 1821: Keiner (Königin Caroline war es nicht erlaubt worden, an der Krönung teilzunehmen)
- 1831: Henry Somerset, 6. Duke of Beaufort
- 1838: Keiner
- 1902: Henry Innes-Ker, 8. Duke of Roxburghe
- 1911: Victor Cavendish, 9. Duke of Devonshire
- 1937: William Cavendish-Bentinck, 6. Duke of Portland
- 1953: bei Prinzgemahlen nicht verwendet
- 2023: Charles Wellesley, 9. Duke of Wellington

#### Träger des Königinnen-Zepters mit dem Kreuz
- 1685: John Manners, 9. Earl of Rutland[4]
- 1714: Keiner (die Ehe Georgs I. mit Sophie Dorothea von Braunschweig-Lüneburg war zuvor geschieden worden)
- 1727: John Manners, 3. Duke of Rutland
- 1761: John Manners, 3. Duke of Rutland
- 1821: Keiner (Königin Caroline war es nicht erlaubt worden, an der Krönung teilzunehmen)
- 1831: George Child-Villiers, 5. Earl of Jersey
- 1838: Keiner
- 1902: George Harris, 4. Baron Harris
- 1911: Henry Beresford, 6. Marquess of Waterford
- 1937: John Manners, 9. Duke of Rutland
- 1953: bei Prinzgemahlen nicht verwendet
- 2023: General Sir Patrick Sanders

#### Träger des Stabes mit der Taube
- 1483: Edward Grey, 1. Viscount Lisle
- 1685: Charles Sackville, 6. Earl of Dorset[4]
- 1714: Keiner (die Ehe Georgs I. mit Sophie Dorothea von Braunschweig-Lüneburg war zuvor geschieden worden)
- 1727: James Compton, 5. Earl of Northampton
- 1761: Charles Compton, 7. Earl of Northampton
- 1821: Keiner (Königin Caroline war es nicht erlaubt worden, an der Krönung teilzunehmen)
- 1831: John Campbell, 1. Earl Cawdor
- 1838: Keiner
- 1902: Archibald Acheson, 4. Earl of Gosford
- 1911: John Lambton, 3. Earl of Durham
- 1937: George Baillie-Hamilton, 12. Earl of Haddington
- 1953: bei Prinzgemahlen nicht verwendet
- 2023: Helena Kennedy, Baroness Kennedy of The Shaws

#### Träger des Ringes der Königin
- 2023: Bischof Richard Chartres

## Great Officers of State

### Lord High Chancellors of Great Britain (Lordkanzler)
- 1714: William Cowper, 1. Earl Cowper
- 1727: Peter King, 1. Baron King
- 1761: Robert Henley, 1. Baron Henley
- 1821: John Scott, 1. Earl of Eldon
- 1831: Henry Peter Brougham, 1. Baron Brougham and Vaux
- 1838: Charles Christopher Pepys, 1. Earl of Cottenham
- 1902: Hardinge Stanley Giffard, 1. Earl of Halsbury
- 1911: Robert Threshie Reid, 1. Earl of Loreburn
- 1937: Douglas McGarel Hogg, 1. Viscount Hailsham
- 1953: Gavin Turnbull Simonds, 1. Viscount Simonds
- 2023: Alex Chalk

### Lord Great Chamberlains of England, oder ihre Stellvertreter (Kammerherren)
- 1714: Robert Bertie, 1. Marquess of Lindsey
- 1727: Peregrine Bertie, 2. Duke of Ancaster and Kesteven
- 1761: Peregrine Bertie, 3. Duke of Ancaster and Kesteven
- 1821: Peter Drummond-Burrell, 2. Baron Gwydyr
- 1831: George Horatio Cholmondeley, 2. Marquess of Cholmondeley
- 1838: Peter Drummond-Willoughby, 22. Baron Willoughby de Eresby
- 1902: George Henry Hugh Cholmondeley, 4. Marquess of Cholmondeley
- 1911: Charles Robert Wynn-Carington, 1. Marquess of Lincolnshire
- 1937: Gilbert Heathcote-Drummond-Willoughby, 2. Earl of Ancaster
- 1953: George Horatio Charles Cholmondeley, 5. Marquess of Cholmondeley
- 2023: Rupert Carington, 7. Baron Carrington

### Lord High Constables of England (Konstabler)
- 1714: John Montagu, 2. Duke of Montagu
- 1727: Charles Lennox, 2. Duke of Richmond
- 1761: John Russell, 4. Duke of Bedford
- 1821: Arthur Wellesley, 1. Duke of Wellington
- 1831: Arthur Wellesley, 1. Duke of Wellington
- 1838: Arthur Wellesley, 1. Duke of Wellington
- 1902: Alexander William George Duff, 1. Duke of Fife
- 1911: Alexander William George Duff, 1. Duke of Fife
- 1937: Robert Offley Ashburton Crewe-Milnes, 1. Marquess of Crewe
- 1953: Alan Francis Brooke, 1. Viscount Alanbrooke
- 2023: Admiral Tony Radakin[7]

### Earls Marshal of England, oder ihre Stellvertreter (Marschälle)
- 1714: Henry Howard, 6. Earl of Suffolk
- 1727: Talbot Yelverton, 1. Earl of Sussex
- 1761: Thomas Howard, 2. Earl of Effingham
- 1821: Kenneth Howard, 1. Earl of Effingham
- 1831: Bernard Edward Howard, 12. Duke of Norfolk
- 1838: Bernard Edward Howard, 12. Duke of Norfolk
- 1902: Henry Fitzalan-Howard, 15. Duke of Norfolk
- 1911: Henry Fitzalan-Howard, 15. Duke of Norfolk
- 1937: Bernard Marmaduke Fitzalan-Howard, 16. Duke of Norfolk
- 1953: Bernard Marmaduke Fitzalan-Howard, 16. Duke of Norfolk
- 2023: Edward Fitzalan-Howard, 18. Duke of Norfolk

## Sonstiges

### Schleppe des Monarchen
- 1685: Arthur Herbert und die vier ältesten Söhne von Earls[4]
- 1714: Viscount Walden, Viscount Mandeville, Viscount Rialton, Lord Ogilvy of Deskford und Thomas Coke
- 1727: Viscount Hermitage, Lord Brudenell, Viscount Cornbury, Earl of Euston, Augustus Schutz
- 1761: Viscount Mandeville, Marquess of Hartington, Lord Howard, Lord Grey, Viscount Beauchamp, Viscount Nuneham, Hon. James Brudenell
- 1821: Earl of Surrey, Marquess of Douro, Viscount Cranborne, Earl of Brecknock, Earl of Uxbridge, Earl of Rocksavage, Earl of Rawdon, Viscount Ingestre und Lord Francis Conyngham
- 1831: Marquess of Worcester, Earl of Euston, Earl of Kerry, Marquess of Titchfield, wieder Marquess of Douro und Sir George Seymour.
- 1838: Lady Adelaide Paget, Lady Frances Cowper, Lady Anne Wentworth-FitzWilliam, Lady Mary Grimston, Lady Caroline Gordon-Lennox, Lady Mary Talbot, Lady Wilhelmina Stanhope, Lady Louisa Jenkinson, Francis Conyngham, 2. Marquess Conyngham
- 1902: Lionel Dawson-Damer, 6. Earl of Portarlington, Maurice FitzGerald, 6. Duke of Leinster, George Venables-Vernon, 8. Baron Vernon, Harold Festing, Victor Conyngham, 5. Marquess Conyngham, Eric Alexander, 5. Earl of Caledon, Arthur Somers-Cocks, 6. Baron Somers, Hon. Victor Spencer, Charles Harbord, 5. Baron Suffield
- 1911: David Ogilvy, 12. Earl of Airlie, William Romilly, 4. Baron Romilly, Anthony Lowther, Victor Harbord, Marquess of Hartington, Viscount Cranborne, Hon. Edward Knollys, Walter Campbell, Victor Spencer, 1. Viscount Churchill
- 1937: George Haig, 2. Earl Haig, Alexander Ramsay, George Seymour, Robert Eliot, Henry Kitchener, 3. Earl Kitchener, Viscount Lascelles, George Hardinge, Rognvald Herschell, 3. Baron Herschell, George Jellicoe, 2. Earl Jellicoe
- 1953: Lady Jane Vane-Tempest-Stewart, Lady Anne Coke, Lady Moyra Campbell, Lady Mary Baillie-Hamilton, Lady Jane Heathcote-Drummond-Willoughby, Lady Rosemary Spencer-Churchill, Mary Cavendish, Duchess of Devonshire[8]
- 2023: Prinz George von Wales, Lord Oliver Cholmondeley, Master Nicholas Barclay, Master Ralph Tollemache[9]

### Schleppe des Royal Consort
- 1685: Mary Howard, Duchess of Norfolk und vier Töchter von Earls[4]
- 1714: Keiner (die Ehe Georgs I. mit Sophie Dorothea von Braunschweig-Lüneburg war zuvor geschieden worden)
- 1727: Prinzessin Anne, Prinzessin Amelia, Prinzessin Caroline, Lady Frances Nassau, Lady Mary Capell, Lady Rebecca Herbert, Lady Anne Hastings
- 1761: Lady Mary Grey, Lady Elizabeth Montague, Lady Jane Stuart, Lady Selina Hastings, Lady Heneage Finch, Lady Mary Douglas, Prinzessin Augusta
- 1821: Keiner (Königin Caroline war es nicht erlaubt worden, an der Krönung teilzunehmen)
- 1831: Duchess of Gordon, Lady Georgiana Bathurst, Lady Teresa Fox-Strangways, Lady Mary Pelham, Lady Theodosia Brabson, Lady Sophia Cust, Lady Georgiana Grey
- 1838: Keiner
- 1902: Duchess of Buccleuch, J. N. Bigge, George Parker, 7. Earl of Macclesfield, Hon. Edward Lascelles, Hon. Robert Palmer, George Byng, 9. Viscount Torrington, Marquess of Stafford, Lord Claud Hamilton, Hon. Arthur Anson
- 1911: Duchess of Devonshire, Lady Eileen Butler, Lady Eileen Knox, Lady Victoria Carrington, Lady Mabell Ogilvy, Lady Dorothy Browne, Lady Mary Dawson
- 1937: Duchess of Northumberland, Lady Ursula Manners, Lady Diana Legge, Lady Elizabeth Percy, Lady Iris Mountbatten
- 1953: Keiner
- 2023: Master Frederick Parker Bowles, Master Gus Lopes, Master Louis Lopes and Master Arthur Elliot[9]

### Träger der Königlichen Stola (Pall of Gold)
Von vier Mitgliedern des Hosenbandordens getragen:
- 1761: The Duke of Devonshire, The Earl of Northumberland, The Earl of Hertford und The Earl Waldegrave.[10]
- 1821: The Duke of Beaufort, The Marquess Camden, The Earl of Winchilsea und The Marquess of Londonderry.[11]
- 1831: The Duke of Leeds, The Duke of Dorset, The Marquess Camden erneut und The Marquess of Exeter.[12]
- 1838: The Duke of Rutland, The Duke of Buccleuch, The Marquess of Anglesey und erneut The Marquess of Exeter.[13]
- 1902: The Earl Cadogan, The Earl of Derby, The Earl of Rosebery und The Earl Spencer.[14]
- 1911: The Earl Cadogan erneut, The Earl of Crewe, The Earl of Minto und The Earl of Rosebery erneut.[15]
- 1937: The Duke of Abercorn, The Marquess of Londonderry, The Earl of Lytton und The Earl Stanhope.[16]
- 1953: The Duke of Wellington, The Duke of Portland, The Earl Fortescue und The Viscount Allendale.[17]

### Träger des Hostientellers
- 1702: Gilbert Burnet, Bischof von Salisbury
- 1714: John Hough, Bischof von Lichfield and Coventry
- 1727: Nicht durchgeführt
- 1761: Zachary Pearce, Bischof von Rochester
- 1821: Bischof von Gloucester
- 1831: George Murray, Bischof Rochester
- 1838: Christopher Bethell, Bischof von Bangor
- 1902: Lord Alwynee Compton, Bischof von Ely
- 1911: Arthur Winnington-Ingram, Bischof von London
- 1937: Arthur Winnington-Ingram, Bischof von London
- 1953: John W C Wand, Bischof von London

### Träger der Bibel
- 1702: William Lloyd, Bischof von Worcester
- 1714: Gilbert Burnet, Bischof von Salisbury
- 1727: Edward Chandler, Bischof von Lichfield and Coventry
- 1761: Richard Osbaldeston, Bischof von Carlisle
- 1821: Bowyer Sparke, Bischof von Ely
- 1831: Henry Phillpotts, Bischof von Exeter
- 1838: Charles Sumner, Bischof von Winchester
- 1902: Arthur Winnington-Ingram, Bischof von London
- 1911: William Carpenter, Bischof von Ripon
- 1937: Bertram Pollock, Bischof von Norwich
- 1953: Percy Herbert, Bischof von Norwich

### Träger des Kelchs
- 1702: Thomas Sprat, Bischof von Rochester
- 1714: John Evans, Bischof von Bangor
- 1727: Nicht durchgeführt
- 1761: Edmund Keene, Bischof von Chester
- 1821: George Henry Law, Bischof von Chester
- 1831: Richard Bagot, Bischof von Oxford
- 1838: John Kaye, Bischof von Lincoln
- 1902: Randall Davidson, Bischof von Winchester
- 1911: Edward Talbot, Bischof von Winchester
- 1937: Cyril Garbett, Bischof von Winchester
- 1953: Alwyn Williams, Bischof von Winchester

### Lords of the Manor of Worksop
Überreichen dem Monarchen ein Paar weiße Handschuhe und unterstützen dessen rechten Arm beim Tragen des Zepters.
- 1761: Charles Watson-Wentworth, 2. Marquess of Rockingham (als Vertreter von Edward Howard, 9. Duke of Norfolk)[10]
- 1821: Bernard Howard, 12. Duke of Norfolk[18]
- 1831: Bernard Howard, 12. Duke of Norfolk[19]
- 1838: Bernard Howard, 12. Duke of Norfolk[20]
- 1902: Henry Pelham-Clinton, 7. Duke of Newcastle-under-Lyne[21]
- 1911: Henry Pelham-Clinton, 7. Duke of Newcastle-under-Lyne[22]
- 1937: Henry Pelham-Clinton, Earl of Lincoln (als Vertreter seines Vaters, Francis Pelham-Clinton-Hope, 8. Duke of Newcastle-under-Lyne)[23]
- 1953: Keiner

## Krönungsbankett

### Chief Larderer
- 1399: Edmund de la Chambre[24]
- 1509: George Nevill, 5. Baron Bergavenny[25]
- 1533: George Nevill, 5. Baron Bergavenny[25]
- 1553: Henry Nevill, 6. Baron Bergavenny[25]
- 1661: William Maynard, 2. Baron Maynard[24]
- 1685: George Nevill, 12. Baron Bergavenny[24]
- 1689: William Maynard, 2. Baron Maynard[24][26]
- 1702: George Nevill, 13. Baron Bergavenny[24]